# Rumbo al Cairo
Rumbo al Cairo es una película española de comedia musical estrenada en 1935, escrita y dirigida por Benito Perojo y protagonizada en los papeles principales por Miguel Ligero y María del Carmen Merino. Fue producida por la compañía española Cifesa y estrenada el 14 de octubre de 1935 en el Cine Callao de Madrid.

## Sinopsis
En un viaje en barco hacia Egipto viajan el famoso cantante Jaime Noriega, que esta harto del peso de la fama, y su amigo Quique, de quien envidia su habilidad para conquistar a las mujeres.

## Reparto
- Miguel Ligero como Quique
- Ricardo Núñez como Jaime Noriega
- María del Carmen Merino como Celia
- Carlos Díaz de Mendoza como Tono Cienfuegos
- José Calle como Gobernador
- Rafael Calvo Ruiz de Morales como Tabernero
- Leo de Córdoba como Marinero
- Luchy Soto como Amiga de Celia
- Enriqueta Soler como Secretaria